# Parodia warasii
Espèce
Statut de conservation UICN

 EN B1ab(v) : En danger
Statut CITES
Parodia warasii ou Eriocephala warasii (appartenant anciennement aux genres Eriocactus et Notocactus) est une plante à fleurs de la famille des Cactées, originaire du Rio Grande do Sul (Brésil).

## Distribution et habitat
Cette espèce est endémique d'un petit territoire s'étendant sur quatre localités et environ 800 kilomètres carrés, sur lequel elle est localement abondante en certaines places, entre 800 et 1 000 mètres d'altitude, dans des fissures rocheuses. Son habitat est menacé par les glissements de terrain dus à l'érosion agricole, mais aussi, à plus long terme, par la possible création de barrages hydroélectriques ou par le développement des sports de plein air dans les falaises.

## Description
C'est un cactus solitaire, qui forme à la longue de petits groupements. D'abord globulaire, il devient colonnaire avec l'âge, atteignant une hauteur d'environ soixante centimètres pour un diamètre de la moitié. L'espèce produit de grandes fleurs jaunes en été.

## Liens complémentaires
- Photographies de Parodia warasii dans son habitat naturel sur cactusinhabitat.org